# Melomys aerosus
Melomys aerosus és una espècie de mamífer rosegador de la família dels múrids. Són rosegadors de petites dimensions, amb una llargada de cap a gropa de 150 a 160 mm i una cua de 125 a 138 mm. És endèmica de l'illa de Seram. És una espècie arborícola, que viu en boscos pluvials primaris entre 650 i 1.830 metres d'altitud, tot i que es van capturar dos individus en una plantació de plàtans el 1987. A causa principalment de la desforestació, es troba en perill d'extinció.